# (34359) 2000 RN26
2000 RN26 (asteroide 34359) é um asteroide da cintura principal. Possui uma excentricidade de 0.04810980 e uma inclinação de 8.72146º.
Este asteroide foi descoberto no dia 1 de setembro de 2000 por LINEAR em Socorro.